# Abdel Rachman El Bacha

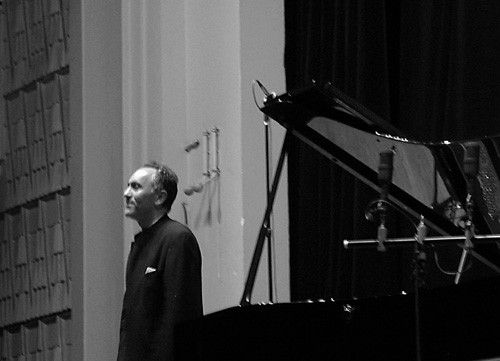
Abdel Rahman El Bacha tijdens een concert in Parijs op 2 maart 2006

Abdel Rahman El Bacha (Arabisch: عبد الرحمن الباشا) (Beiroet, 23 oktober 1958) is een Libanese pianist.

## Muziekcarrière
El Bacha groeide op in een muzikaal gezin en begon zijn pianostudie als leerling van Zvart Sarkissian, een van oorsprong Armeense muziekpedagoog die een leerling was geweest van Marguerite Long en Jacques Février. Hij was een zeer getalenteerde leerling en gaf in Libanon al op tienjarige leeftijd zijn eerste concertuitvoering als solist.
In 1974 ontving El Bacha van de regering van Libanon een studiebeurs. Hij ging studeren aan het Conservatoire National Supérieur de Musique in Parijs en werd leerling van Pierre Sancan. Bij zijn examens behaalde hij de eerste prijs piano, kamermuziek, contrapunt en harmonieleer.
In juni 1978 werd de toen 19-jarige El Bacha eerste laureaat in de Koningin Elisabethwedstrijd in Brussel met de 'Grote Prijs Koningin Elisabeth van België'. Hij won er tevens de publieksprijs. Hij besloot, voordat hij aan een carrière als solist begon, eerst verder te studeren, zijn repertoire uit te gaan breiden en zijn interpretaties te verdiepen.
Zijn solistenrepertoire bevat meer dan zestig concerto's. Hij focust zich hoofdzakelijk op de componisten Johann Sebastian Bach, Wolfgang Amadeus Mozart, Ludwig van Beethoven, Frederic Chopin, Franz Schubert, Robert Schumann, Rachmaninov, Ravel en Prokofjev en hij treedt wereldwijd op met vele orkesten. Ook werden er van zijn concerten en uitvoeringen diverse platenopnamen gemaakt. Ook hier ontving hij prijzen voor.
In 1983 kreeg hij de Grand Prix de l'Académie Charles Cros voor zijn plaatopnamen van vroege werken van Prokofjev uit handen van de weduwe van de componist. Hij nam de complete sonates van Beethoven op en in 2000 ontving hij van de Académie du Disque Lyrique de Gerald Moore-prijs voor de beste begeleider voor de cd van liederen van Chopin gezongen door Ewa Podlès. 
El Bacha heeft het complete piano-oeuvre van Chopin opgenomen op twaalf cd's en het ook compleet live uitgevoerd. In 1998 werd hij onderscheiden met de titel Chevalier des Arts et des Lettres, toegekend door het Franse ministerie van Cultuur en in 2002 kreeg hij een onderscheiding van de Libanese regering, de Médaille de l'Ordre du Mérite van de president van Libanon. In 2019 werd hij door de KU Leuven gepromoveerd tot doctor honoris causa.